# انفجار مرفأ بيروت 2020
انفجار بيروت 2020 أو انفجار مرفأ بيروت 2020 أو انفجار 4 آب وأُطلِق عليه مصطلح بيروتشيما تشبيهًا بما جرى لمدينة هيروشيما جراء الانفجار النووي،  هو انفجار ضخم حدث على مرحلتين في العنبر رقم 12 في مرفأ بيروت عصر يوم الثلاثاء 4 أغسطس 2020 نتجت عنه سحابة دخانية ضخمة على شاكلة سحابة الفطر ترافقت مع موجة صادمة هزّت العاصمة بيروت، مما أدّى إلى أضرار كبيرة في المرفأ وتهشيم الواجهات الزجاجية للمباني والمنازل في معظم أحياء العاصمة اللبنانية بيروت، وقد أفادت الوكالة الوطنية اللبنانية بأن عدد الجرحى كبير ولا يُحصى، هذا وسجّلت وزارة الصحة اللبنانية تباعًا، مقتل أكثر من 218 شخصًا من بينهم المفقودون الذين لم يعثر لهم على أثر، وإصابة أكثر من 7000 آخرين، وأُعلن عن تضرّر مباشر لنحو 50 ألف وحدة سكنية، وبات نحو 300 ألف شخص بلا مأوى، وقدر محافظ بيروت الخسائر المادية الناجمة عن الانفجار ما بين 10 إلى 15 مليار دولار أمريكي.
امتدت الأضرار إلى آلاف المنازل على بعد كيلومترات من موقع الانفجار، وكشفت الجهات الأمنية اللبنانية أن سبب الانفجار «مواد شديدة الانفجار» كانت مخزنة في المرفأ منذ أكثر من ست سنوات، وليس كما أشيع في الإعلام عن وجود مفرقعات أو أسلحة. وقد أعلن محافظ بيروت مروان عبود العاصمة «مدينة منكوبة»، ووصف الانفجار بأنه «أشبه بالقصف الذري على هيروشيما وناجازاكي»، في حين دعا رئيس الجمهورية ميشال عون المجلس الأعلى للدفاع إلى اجتماع طارئ في قصر بعبدا في مساء 4 أغسطس، لبحث الانفجار، وقد نتج عن الاجتماع توصية رُفعت إلى الحكومة لإعلان حالة الطوارئ، أعلن رئيس الوزراء حسان دياب يوم الأربعاء 5 أغسطس 2020 «يوم حداد وطني».
في 10 أغسطس، بعد أقل من أسبوع على وقوع الانفجار، قدّم دياب استقالة حكومته، والتي سبقها استقالة أكثر من وزير وعدد من النواب.

## الخلفية
كان لبنان قبل الانفجار، يمر بأزمة اقتصادية حادّة، إذ تخلفت الحكومة عن سداد الديون المترتبة عليها، وانخفض سعر صرف الليرة اللبنانية، وارتفع معدل الفقر إلى أكثر من 50%. بالإضافة إلى ذلك، فإن الأعباء التي خلفتها جائحة كورونا جعلت العديد من المستشفيات في لبنان تعاني نقصًا في الإمدادات الطبية، وأصبحت شبه عاجزة عن استقبال المرضى، إضافة إلى عجزها عن دفع أجور الموظفين بسبب ما تشهده البلاد من انهيار اقتصادي.
من جانب آخر، يعد مرفأ بيروت الشريان البحري الرئيسي الذي يغذي لبنان، وهو مرفق حيوي لاستيراد البضائع والمواد الأساسية. ويضم الميناء المملوك للحكومة اللبنانية أربعة أحواض يصل عمقها إلى 24 مترًا، إلى جانب آخر خامس كان تحت الإنشاء، بالإضافة إلى 16 رصيفًا ومنطقة شحن عامة مكونة من 12 مستودعًا،  وصوامع لتخزين القمح والحبوب، تعد خزانًا احتياطيًّا إستراتيجيًّا للقمح في البلاد. وتشكل قاعدة بيروت البحرية جزءًا من الميناء.

### إم في روسوس

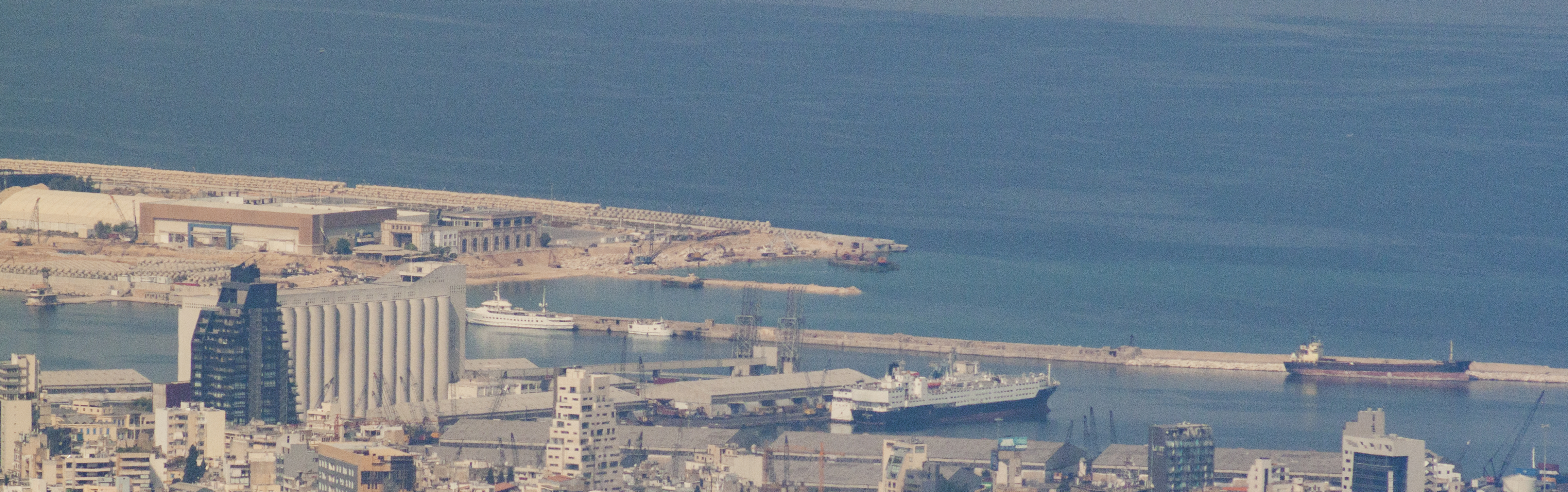
إم في روسوس راسية على المرفأ (يمين الصورة) يوم 8 أكتوبر 2017.

في 23 أيلول 2013، أبحرت سفينة بضائع روسية تُدعى «إم في روسوس» (بالإنجليزية: MV Rhosus) وترفع العلم المولدوفي من مرفأ مدينة باطوم الجورجية، متوجهة بالشحنة إلى مدينة بيرا في موزمبيق، وعلى متنها 2750 طنًا من مادة نترات الأمونيوم. ولدى بلوغها مرفأ إسطنبول توقفت ليومين، قبل أن تبحر مجدداً في 3 تشرين الأول،  خلال الرحلة اضطرت إلى التوقّف في ميناء بيروت في 21 تشرين الثاني بسبب مشاكل في محركها. وعند التفتيش الذي قامت به سلطات الرقابة في الميناء، قُرّر أن السفينة تعاني من عيوب كبيرة تعيق تحركها وأنها غير صالحة للإبحار، ومُنِعت إثر ذلك من الإبحار. كان على متن السفينة ثمانية أوكرانيين ومواطن روسي واحد، وبمساعدة القنصل الأوكراني، أفرج عن البحارة الأوكرانيين الخمسة وأعيدوا إلى بلادهم، بينما بقي أربعة من أفراد الطاقم، من بينهم قبطان السفينة على متنها لرعايتها.
وفي حيثيات توقيف السفينة، ذكر موقع «شيب أريستيد.كوم» (بالإنجليزية: shiparrested.com)، وهو شبكة تتعامل مع الدعاوى القانونية في قطاع الشحن، أن مالك السفينة أفلس بعد وقت قصير من ذلك، ثم تخلى عن سفينته، مما دفع دائنين مختلفين للتقدم بدعاوى قانونية ضده، وفقدت الجهة التي كانت تستأجر السفينة اهتمامها بالشحنة،  بينما لم يتمكن بقية طاقم السفينة من النزول منها بسبب قيود الهجرة. ثم حصل الدائنون أيضًا على ثلاثة مذكرات اعتقال ضد رعاة السفينة. وجادل المحامون في إعادة الطاقم إلى بلادهم لأسباب إنسانية. وبسبب الخطر الذي تمثله المواد التي كانت لا تزال على متن السفينة، سمح قاضي الأمور المستعجلة في بيروت للطاقم بالعودة إلى بلادهم بعد أن كانوا قد علقوا على متن السفينة لمدة عام تقريبًا. وفي عام 2014، بأمر من المحكمة، قامت سلطات الميناء بتفريغ السفينة من الشحنة الخطرة ونقلت المواد إلى الشاطئ بسبب المخاطر المتعلقة بإبقاء نترات الأمونيوم على متن السفينة، حيث خزنتها في المستودع رقم 12 في الميناء،  لتظل هناك لأكثر من ست سنوات.
وقد أشارت مجلة دير شبيغل إلى أن مالك السفينة الحقيقي لم يكن الروسي إيغور غريتشوشكين كما أشيع، بل رجل أعمال قبرصي يُدعى خارالامبوس مانولي، الذي تربطه علاقات بمصرف لبناني يُدعى أنه يُستخدم من قبل حزب الله. هذه المعلومات أضافت بُعدًا سياسيًا وأمنيًا جديدًا إلى الملف، رغم نفي حزب الله لأي علاقة له بالشحنة أو بالمرفأ.

### الشحنة
وخلال هذه السنوات، أرسل العديد من مسؤولي الجمارك اللبنانية رسائل إلى القضاء اللبناني يطالبون فيها بحل قضية المواد المصادرة، مقترحين إعادة تصدير مادة نترات الأمونيوم، أو تسليمها إلى عهدة الجيش اللبناني، أو بيعها إلى شركة خاصة معتمدة من الجيش، تُسمى الشركة اللبنانية للمتفجرات. وتشير الوثائق إلى أن الرسائل أُرسلت في 27 يونيو و5 ديسمبر من عام 2014، وفي 6 مايو 2015، و20 مايو و13 أكتوبر من عام 2016، و27 أكتوبر 2017. وأشارت إحدى الرسائل المرسلة في 20 مايو 2016، إلى أن مدير عام الجمارك اللبنانية السابق شفيق مرعي أرسل التماسًا إلى قاضي الأمور المستعجلة في لبنان للإسراع في حل القضية، بعد سلسلة من الرسائل التي لم يُرد عليها، وقد ورد في ختام رسالته:
«وحيث أنه لم يردنا لغاية تاريخه أي جواب من قبلكم، وبالنظر للخطورة الشديدة التي يسببها بقاء هذه البضائع في المخزن في ظل ظروف مناخية غير ملائمة، فإننا نعود ونؤكد على طلبنا التفضل بمطالبة الوكالة البحرية بإعادة تصدير هذه البضائع بصورة فورية إلى الخارج حفاظًا على سلامة المرفأ والعاملين فيه، أو النظر بالموافقة على بيع هذه الكمية إلى الشركة المعتمدة في كتاب قيادة الجيش الآنف ذكره.»
كشفت وثائق قضائية، أن مدير الجمارك اللبنانية الحالي بدري ضاهر، حذر لسنوات من «الخطر البالغ» المتمثل في ترك نترات الأمونيوم في أحد عنابر التخزين في مرفأ بيروت.
وكتب بدري ضاهر، في رسالته في عام 2016، أنه «بسبب الخطر البالغ الذي تمثله هذه العناصر المخزنة في ظروف مناخية غير مناسبة، نكرر طلبنا إلى سلطات الميناء بإعادة تصدير البضائع على الفور للحفاظ على سلامة الميناء والعاملين فيه.»
وكشف ضاهر في الرسائل أيضًا أن الميناء حاول بيع نترات الأمونيوم للجيش اللبناني ولشركة المتفجرات اللبنانية ولكن دون جدوى، مضيفًا: «أبلغنا الجيش اللبناني أنه لا يحتاج إلى نترات الأمونيوم.»
وفي رسالة عام 2017، أشار مدير الجمارك اللبنانية، إلى محاولاته المتكررة للتخلص من تلك الشحنة، مؤكدًا، انه أرسل 6 رسائل للمطالبة بنقل تلك الشحنة من الميناء، «لم يكن ينبغي على هيئة الميناء السماح للسفينة بتفريغ المواد الكيميائية في الميناء»، لافتًا إلى أن تلك الشحنة كانت في طريقها إلى موزمبيق وليس لبنان.
بتاريخ 07 أغسطس 2020، قالت شركة موزمبيق لصناعة المتفجرات لـسي إن إن، إن شحنة نترات الأمونيوم التي تسببت في انفجار مرفأ بيروت، كانت تخص الشركة، وأضافت الشركة على لسان المتحدث باسمها، أن الشحنة التي صادرتها السلطات اللبنانية، قبل سنوات، كانت في طريقها من جورجيا إلى موزمبيق «لكنها لم تصل».
وأوضح المتحدث باسم الشركة، أن الشحنة التي كانت مخصصة لصناعة متفجرات لشركات التعدين في موزمبيق، تمت مصادرتها واحتجازها في ميناء بيروت منذ حوالي 7 سنوات. وأوضحت الشركة أنه على الرغم من ضخامة الشحنة والتي تصل إلى 2750 طنًا متريًا، إلا أنها «أقل بكثير مما نستخدمه في شهر واحد من الاستهلاك»، «هناك بعض الدول في العالم يبلغ استهلاكها السنوي أكثر من مليون طن».

## الاشتباه في الارتباط بحزب الله وإيران
كشفت تقارير استخباراتية وإعلامية أن بهنام شهرياري، وهو مسؤول بارز في فيلق الحرس الثوري الإيراني، يشرف على "الوحدة 190" المتخصصة في نقل الأسلحة والعمليات اللوجستية السرية. واتُّهم شهرياري بالتورط في تهريب الأسلحة وغسيل الأموال وتهريب النفط لصالح فيلق القدس.
وأفادت المصادر أن شركة الشحن الإيرانية Liner Transport Kish (LTK)، التي كان يديرها شهرياري بالتعاون مع مجتبى موسوي تبار، قامت بنقل شحنات كبيرة من نترات الأمونيوم إلى "حزب الله" بين عامي 2011 و2014. من بين تلك الشحنات، وصلت واحدة في أغسطس 2013 إلى مرفأ بيروت على متن السفينة MV Rhosus، وكانت تحتوي على نحو 2750 طنًا من نترات الأمونيوم.
وصادرت السلطات اللبنانية تلك الشحنة ووضعتها في أحد مستودعات المرفأ، حيث بقيت لمدة ست سنوات تقريبًا إلى أن انفجرت في 4 أغسطس 2020، ما أسفر عن مئات الضحايا وأضرار جسيمة في بيروت.

## الانفجار
أفادت التحقيقات الأولية بأن حريقًا نشب في الدقائق الأولى من الساعة السادسة مساء بالتوقيت المحلي للبنان (15:00 توقيت غرينيتش) في 4 أغسطس 2020، داخل المستودع رقم 9 في مرفأ بيروت، ليمتد إلى المستودع رقم 12، حيث كانت تُخزن شحنة النترات، وليُحدث إثر ذلك مجموعة من الأصوات والأضواء في محيط المبنى، كانت تبدو أنها ناتجة عن مفرقعات، ثم حدث الانفجار على مرحلتين، حيث شكّل الانفجار الأوّل، وهو الانفجار الأصغر، سحابة دخانية بيضاء وسوداء اعتُقد أنها نتاج مجموعة من الحرائق، ثم تلاه انفجار ثانٍ، هو الأكبر عند الساعة 18:08، ليهز بدوره العاصمة اللبنانية بيروت ويخلق سحابة من الغبار، تشبه سحابة عيش الغراب، مُسبّبًا في دمار المنطقة. وقال شهود عيان إن الأضرار امتدت إلى منازل وأبنية تقع على بعد 10 كيلومترات من موقع الانفجار،  وبحسب المحللين، فإن هذا الانفجار يُعدّ الأعظم على مر تاريخ لبنان، ولم يعهده اللبنانيون حتى في خضم الحرب الأهلية اللبنانية وعمليات القصف الجوي الإسرائيلية العنيفة التي استهدف بيروت صبيحة الغزو الإسرائيلي للبنان في عام 1982. وبحسب ما ورد فقد سُمع صوت الانفجار الرئيسي في فلسطين المحتلة، سوريا، اليونان وفي قبرص التي تبعد 240 كم عن لبنان، وهو ما يُشير إلى مدى شدّة الحادث. وأظهرت لقطات من وسائل الإعلام العربية والعالمية، سيارات مقلوبة رأسًا على عقب وأبنية فولاذية مدمرة.
من جانب منفصل، أصدر مرصد الزلازل الأردني بيانًا، قال فيه أن شدّة انفجار بيروت، تعادل طاقة زلزال بقوة 4.5 درجة على مقياس ريختر، وقال رئيس المرصد محمود القريوتي في تصريح صحفي، إن محطات رصد الزلزال الأردنية سجلت الانفجار عند الساعة 18:08 مساءً، واصفًا الطاقة المتحررة من التفجير بأنها «قوية جدًا». في حين أشارت هيئة المسح الجيولوجي الأمريكية أن الانفجار عادل طاقة زلزال بقوة 3.3 درجة على مقياس ريختر، بعد أن قام علماء الزلازل بقياس ضغط الانفجار، الذي أدّى لاقتلاع النوافذ في مطار رفيق الحريري الدولي الذي يقع على بعد تسعة كيلومترات من الميناء، وقد نقلت شبكة سي إن إن عن المركز الأوروبي المتوسطي لرصد الزلازل، بيانًا أشار فيه إلى أن الانفجار كان محسوسًا في قبرص.

## الأسباب
| 1 | وقع الانفجار خلف رافعة الحبوب في المرفأ (في الصورة). |

| 1 | وقع الانفجار خلف رافعة الحبوب في المرفأ (في الصورة). |

في تصريح لعباس إبراهيم المدير العام لقوى الأمن الداخلي اللبناني، كشف أن منطقة انفجار بيروت كان بها «مواد شديدة الانفجار»، وليس متفجرات أو أسلحة كما ذُكر في تقارير سابقة لوكالة الإعلام الوطنية، وقد رفض إبراهيم التكهن بسبب الانفجار قائلًا: «لا يمكن استباق التحقيقات». بينما أصدر وزير الداخلية اللبناني العميد محمد فهمي بيانًا صرح فيه على وجوب «انتظار التحقيقات لتحديد سبب الانفجار الذي هز العاصمة بيروت يوم الثلاثاء»، مضيفًا أن المعلومات الأولية تشير إلى أن «مواد شديدة الانفجار» قد انفجرت. هذا وقد ذهب بدري ضاهر مدير عام الجمارك اللبنانية إلى القول بأن «مادة النترات هي سبب الانفجار»، مشيرًا إلى وجود أطنان منها في موقع الانفجار. في حين كشف حسان دياب، رئيس الوزراء اللبناني في كلمة له بُثت عقب الانفجار إلى أن المُسبّب «مستودع خطر موجود (في المرفأ) منذ 2014»، وقد نقلت المؤسسة اللبنانية للإرسال عن مسؤول أمني لبناني أن 2750 طنًا من مادة نترات الأمونيوم التي كانت مصادرة ومخزنة في المرفأ «انفجرت أثناء عملية لحام لفتحة صغيرة لمنع السرقة».
في يوم 7 أغسطس (آب) 2020 قال حسن نصر الله، وهو الأمين العام لحزب الله سابقًا، في خطابٍ بُث عبر التلفاز: «أعلن اليوم نفيا قاطعا ومطلقا وحاسما.. أنه لا شيء لنا في المرفأ، لا يوجد مخزن سلاح أو مخزن صواريخ أو بندقية أو قنبلة أو رصاصة أو نيترات (الأمونيوم) على الإطلاق»، كما قال «إن الحزب لديه معلومات عن ميناء حيفا أكثر مما لديه معرفة بميناء بيروت ومحتوياته، ومنشآته لأن "دورنا هو المقاومة فقط".».
كما نشر الرئيس اللبناني ميشال عون تغريدةً على تويتر: «ثمة احتمالان لما حصل، إما نتيجة إهمال، أو تدخل خارجي بواسطة صاروخ أو قنبلة، وقد طلبت شخصيًا من الرئيس الفرنسي أن يزودنا بالصور الجوية كي نستطيع أن نحدد إذا ما كانت هناك طائرات في الأجواء أو صواريخ. وإذا لم تكن هذه الصور متوفرة لدى الفرنسيين فسنطلبها من دول أخرى.».

## الخسائر البشرية

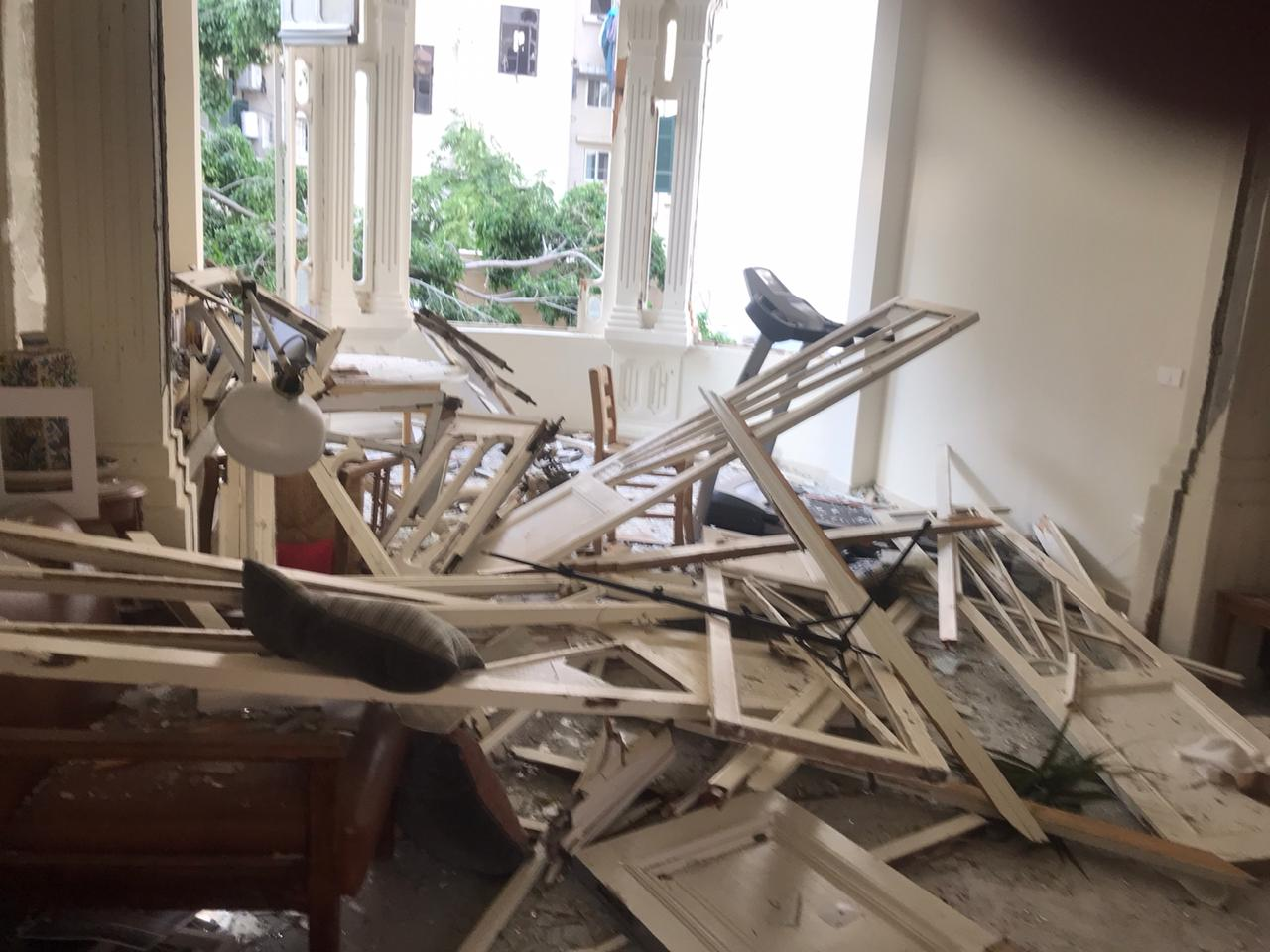
صورة لإذاعة صوت أمريكا تكشف حجم الأضرار في شقة الكاتبة والمراسلة الصحفية المقيمة في بيروت، أنشال فوهرا. ولم تُحدّد الإذاعة المسافة التي تبعد بين المرفأ والمبنى.

في أعقاب الانفجار، أفادت الوكالة الوطنية اللبنانية بأن عدد الجرحى كبير ولا يُحصى، وفي الساعات الأولى من الحادث، أشار جورج كتانة الأمين العام لمنظمة الصليب الأحمر اللبناني، بأن أعدادًا كبيرة من المصابين محاصرون في المنازل وداخل منطقة الانفجار،  ولا يزال «البعض منهم محاصر تحت الأنقاض»، وعمليات الإنقاذ مستمرة، بينما رُفِعت الأشلاء التي انتُشلت من البحر وحُفظت في «البرّادات»، على حدّ تعبيره، وبدأت القوات الأمنية بأخذ الإجراءات للتعرّف على هويات الضحايا الذين لم يُحدّد حتى الآن أعدادهم. وسجّلت وزارة الصحة اللبنانية تباعًا، مقتل أكثر من 218 شخصًا من بينهم المفقودون الذين لم يعثر لهم على أثر، وإصابة أكثر من 7000 آخرين، وتضمن عدد القتلى والجرحى مواطنين وغير مواطنين، وقد بلغ عدد القتلى السوريين (43 شخصًا) ما يعادل تقريبًا ربع العدد الإجمالي.
نتج عن الانفجار انهيار مقر صحيفة ديلي ستار، ومقر حزب الكتائب، ما أدّى إلى إصابة نزار نجاريان الأمين العام للحزب بجروح نُقِل على إثرها إلى المستشفى ليُتوفى هناك متأثرًا بجراحه،  كما أصيب كمال حايك رئيس شركة كهرباء لبنان بإصابات حرجة. هذا وناشدت وزارة الصحة المواطنين إلى التبرّع بالدم، ودعت كل الأطباء إلى الالتحاق بالمراكز الصحية لتقليل الضغط على الكوادر الطبية.

## الخسائر المادية

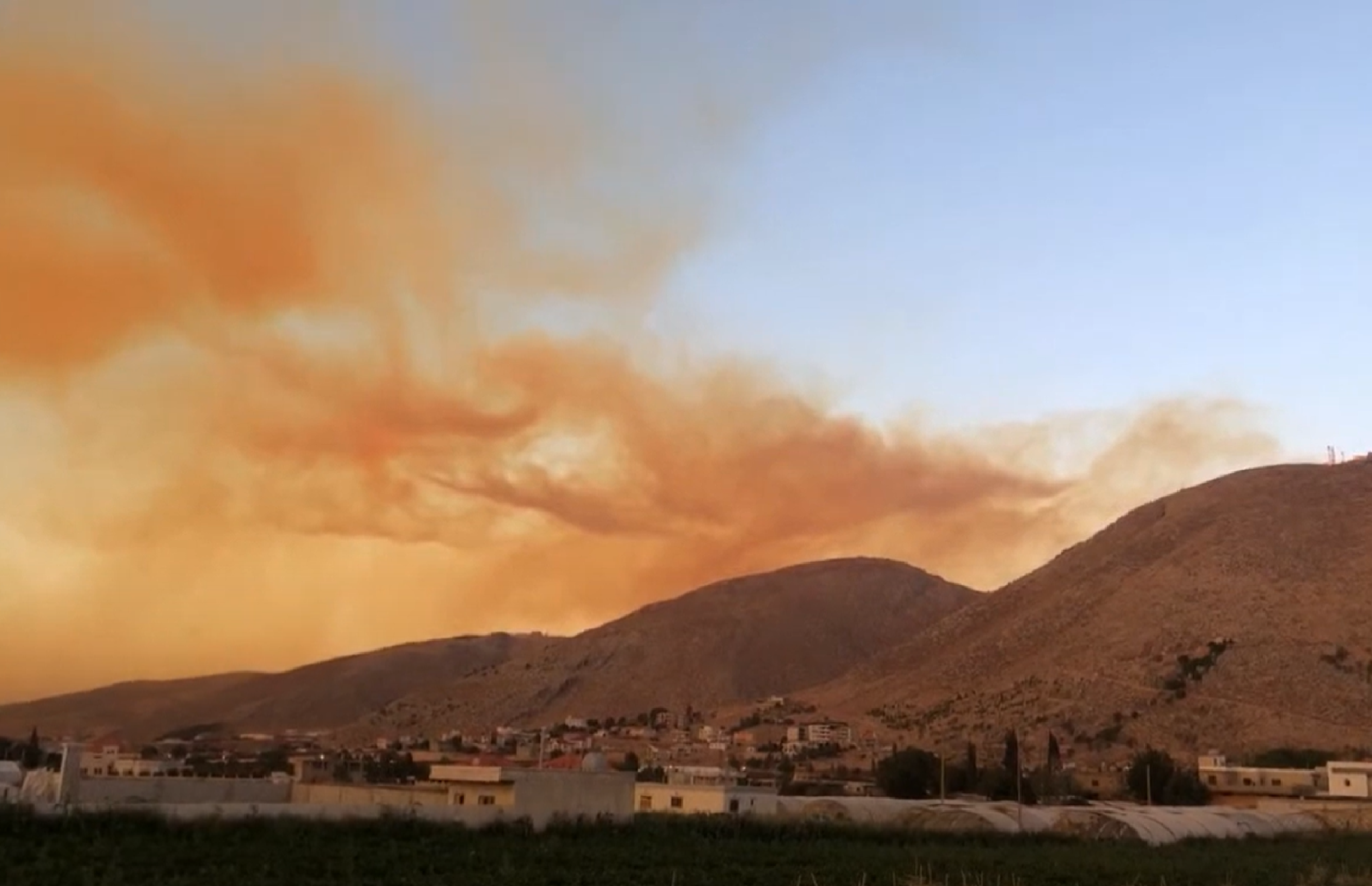
صورة للغازات التي غطت سماء لبنان عقب الانفجار.

أظهرت اللقطات سيارات مقلوبة رأسًا على عقب، ومبانٍ بواجهات فولاذية مجردة من واجهاتها. وأفاد شهود عيان إن الانفجار دمر منازل تقع على بعد 10 كيلومترات من المرفأ. واضطر الدفاع المدني اللبناني لاستخدام المروحيات لإطفاء الحرائق الناتجة عن الانفجار. واستنادًا إلى الحكومة اللبنانية، فقد دُمِّرت ثاني أكبر رافعة للحبوب في المدينة،  مما أدى إلى تفاقم حدّة نقص الغذاء التي نتجت عن جائحة كورونا الأزمة المالية التي تعصف بلبنان. وحذرت سفارة الولايات المتحدة في بيروت من الغازات السامة التي أطلقها الانفجار.

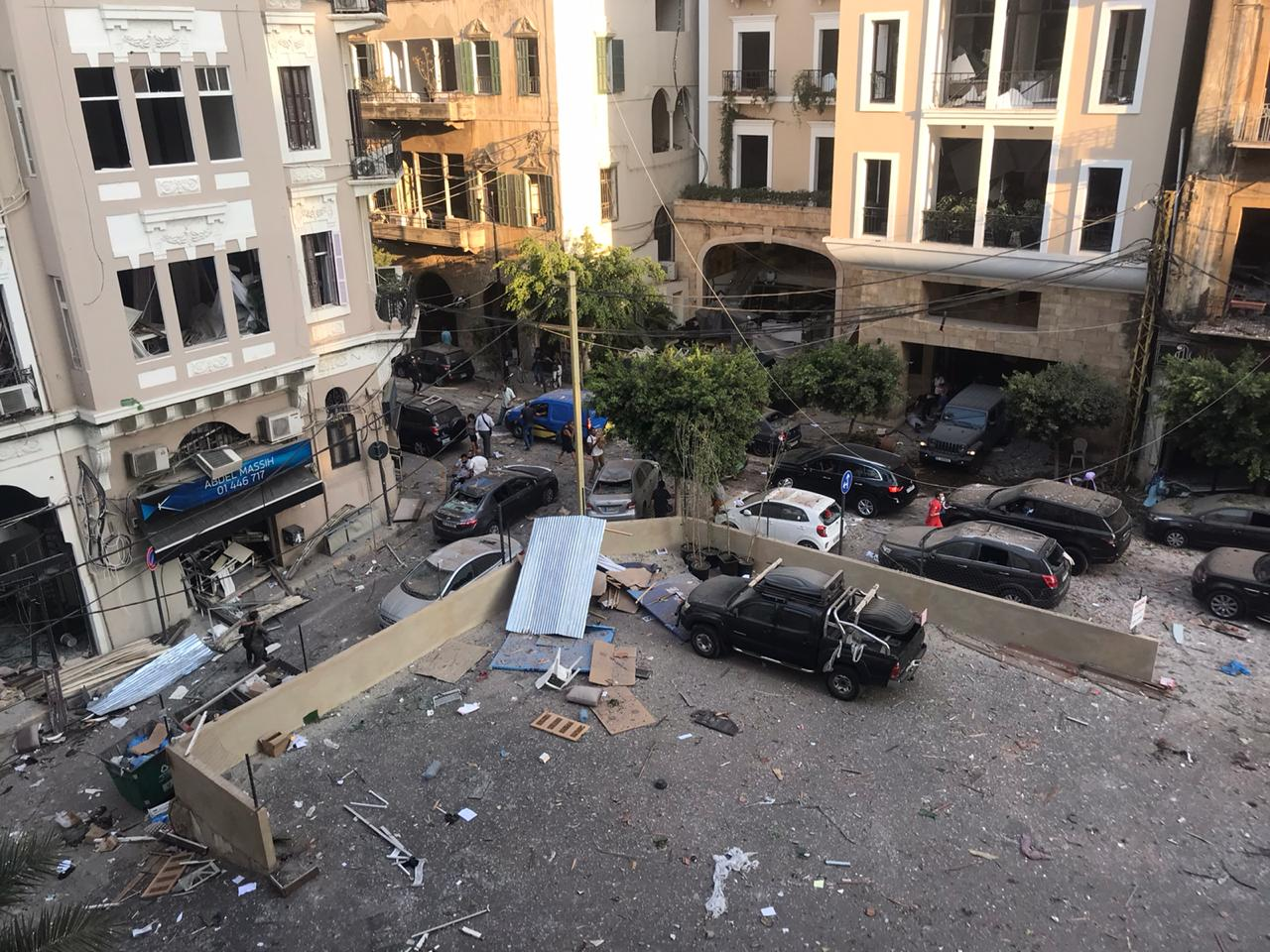
آثار الانفجار على المباني والسيارات والبنى التحتية في أحد أحياء العاصمة اللبنانية بيروت.

من جانب آخر، دُمّرت ثلاثة مستشفيات خاصة ومستشفى حكومي واحد كانت تؤدي الخدمات لنحو مليون شخص، وتعرض مستشفيان آخران للأضرار. ولم تتمكن المستشفيات من استقبال العشرات من الجرحى الذين نقلوا إلى المستشفيات القريبة بسبب الأضرار التي لحقت بالمستشفيات والأولويات في استقبال الحالات. واضطر مستشفى سانت جورج، الذي يقع على بعد أقل من كيلومتر واحد من الانفجار، إلى علاج المصابين في الشارع، بسبب الأضرار البالغة التي لحقت بالمنشأة الطبية.
الضرر طاول 80% من البنية التحتية والمباني في مناطق: الدورة، الجميزة، مار مخايل، الكرنتينا، جعيتاوي، وكرم الزيتون. ويضاف إلى ذلك أضرار لحقت بنحو 34 مدرسة، وأضرار كبيرة في شبكات النقل والتوزيع في شبكة الكهرباء في الأشرفية وفي المقر العام لمؤسسة كهرباء لبنان وعلى شبكات المياه أيضاً.
في حين أفادت سفارات عديدة في بيروت وحولها أن مبانيها أصيبت بدرجات متفاوتة من الأضرار. إذ أصيبت كل من سفارات أستراليا وفنلندا وقبرص، الواقعات في منطقة قريبة من الانفجار، بأضرار جسيمة. وأفادت سفارة كوريا الجنوبية، الواقعة على بعد 7.3 كم من موقع الانفجار، بحدوث أضرار طفيفة في نافذتين من النوافذ الداخلية لمبنى السفارة.
وأصيب في الانفجار عدد من قوات حفظ السلام التابعة للأمم المتحدة الموجودين في لبنان ضمن قوات اليونيفيل. بالإضافة إلى ذلك، أصيبت إحدى سفن القوة البحرية التابعة للبعثة بأضرار.

### السفن
تعرضت السفينة السياحية (أورينت كوين) المملوكة لشركة أبو مرعي للرحلات البحرية، والراسية في مكان قريب، لأضرار جسيمة. وانقلبت السفينة أثر الانفجار، وقتل اثنان من أفراد الطاقم، وأصيب عدد ممن كان على متنها. كما تضرر طراد البحرية البنجلاديشية (بي إن إس بيجوي) الذي شارك في قوة الأمم المتحدة المؤقتة في لبنان. بينما تعرضت ناقلة الماشية (جوري)، التي كانت قريبة من موقع الانفجار، وسفينة البضائع (Mero Star) لأضرار بالغة، وكانت سفينة الشحن (رؤوف ح) الأقرب إلى موقع الانفجار.

### الاقتصاد
الانفجار أدّى إلى «إبادة» القطاع السياحي برمّته، مع خسائر تقدّر «بأكثر من مليار دولار»، بحسب طوني رامي، نائب رئيس اتحاد النقابات السياحية في لبنان، ونقيب أصحاب المطاعم والمقاهي والملاهي والباتيسري. فأن «70% من الكثافة السياحية في لبنان والتي تتركز في نطاق بيروت الكبرى، قد طاولتها أضرار الانفجار، مباشرة وغير مباشرة، أكثر من 10 آلاف مؤسسة سياحية، من فنادق ومطاعم وملاهٍ ومقاهٍ وشركات تأجير سيارات وشقق مفروشة ومحلات حلويات وباتيسري وغيرها.» وتتراوح خسائر المؤسّسات بين عشرات آلاف الدولارات لبعض المؤسسات وعشرات الملايين لأخرى، خصوصاً الفنادق التي تضررت غالبيتها، خصوصاً الكبيرة منها التي توقفت عن العمل مثل فينيسيا ولو غراي وهيلتون وفور سيزنز ومونرو وغيرها، بحسب نقيب أصحاب الفنادق بيار الأشقر. أما الأضرار غير المادية فهي أشدّ ضخامة. إذ يشير رامي إلى أن «أكثر من 100 ألف عامل في القطاع السياحي من أصل 150 ألفاً أصبحوا بلا عمل.»

## عمليات الإغاثة
قال الصليب الأحمر اللبناني إن كل سيارة إسعاف متوفرة في شمال لبنان والبقاع وجنوب لبنان أرسلت إلى بيروت لمساعدة المصابين. واستخدمت المروحيات لإطفاء الحريق الكبير بعد الانفجارات. لم يتمكن عشرات الجرحى الذين نقلوا إلى مستشفيات قريبة من دخولها بسبب الأضرار التي لحقت بالمستشفيات. اضطرت مستشفى القديس جاورجيوس، الواقعة على بعد أقل من 2 كيلومتر (1.2 ميل) من الانفجار، إلى علاج المرضى في الشارع، بسبب الأضرار البالغة التي لحقت بالمنشأة الطبية.
أعلنت جمعية الهلال الأحمر الفلسطيني في لبنان حالة الطوارئ في منشآتها ومركباتها وكوادرها الموجودة في بيروت لدعم جهود طواقم الصليب الأحمر اللبناني. استقبل مستشفيا حيفا والهمشري عشرات المصابين، وأطلقت الجمعية حملة للتبرع بالدم في بيروت وصيدا. كما وضع الدفاع المدني الفلسطيني في لبنان إمكاناته وطواقمه كافة تحت تصرف الحكومة اللبنانية من متطوعيه في مخيمات البرج الشمالي، وشاتيلا، وبرج البراجنة وعين الحلوة وبلغ عددهم أكثر من 350 متطوعًا. أعرب رئيس وزراء دولة فلسطين محمد اشتية استعداد حكومته وضع إمكانياتها كافة تحت تصرف الدولة اللبنانية، وإرسال طواقم من الهلال الأحمر الفلسطيني، والتبرع بالدم للمساعدة في علاج المصابين.
أعلنت وزارة الخارجية السعودية عن عزم حكومة المملكة تقديم مساعدات إنسانية عاجلة عبر مركز الملك سلمان للإغاثة والأعمال الإنسانية، تضامنًا مع الشعب اللبناني الشقيق في مواجهة آثار هذه الكارثة الأليمة. وكان مركز الملك سلمان للإغاثة سارع منذ وقوع الحادثة بمساندة الطواقم الطبية اللبنانية في إسعاف المتضررين عبر الجمعيات وفرق الإسعاف الطبية التي يمولها المركز في مجمل الأراضي اللبنانية، حيث انطلقت فرق إسعاف جمعية سبل السلام التي يدعمها المركز من شمال لبنان إلى بيروت لمساندة الطواقم الطبية اللبنانية والمساعدة في نقل الجرحى، كما انتقل فريق متخصص من مركز الأمل الطبي في بلدة عرسال الممول من المركز لمواكبة أعمال الإجلاء الطبي وتقديم الخدمات الإسعافية وخدمات الرعاية الصحية الطارئة في بيروت، كما أعلن مركز الأمل عن قيامه بحملة للتبرع بالدم لتلبية الاحتياج الكبير للجرحى والمصابين في مستشفيات بيروت. وفي 6 أغسطس أطلق المركز حملة تبرعات للشعب اللبناني على موقع المركز ووصلت التبرعات في الساعة الأولى من انطلاقه إلى نحو نصف مليون ريال. وفي صباح اليوم التالي وصلت طائرتان إغاثيتان ضمن جسر جوي أمر به الملك سلمان ويستمر أربعة أيام، وكانت الطائرتان تحملان أكثر من 120 طناً من الأدوية والأجهزة والمحاليل والمستلزمات الطبية والإسعافية والخيام والحقائب الإيوائية والمواد الغذائية، لنقلها للمتضررين في بيروت، يرافقها فريق مختص من مركز الملك سلمان لمتابعة عمليات التوزيع والإشراف عليها.

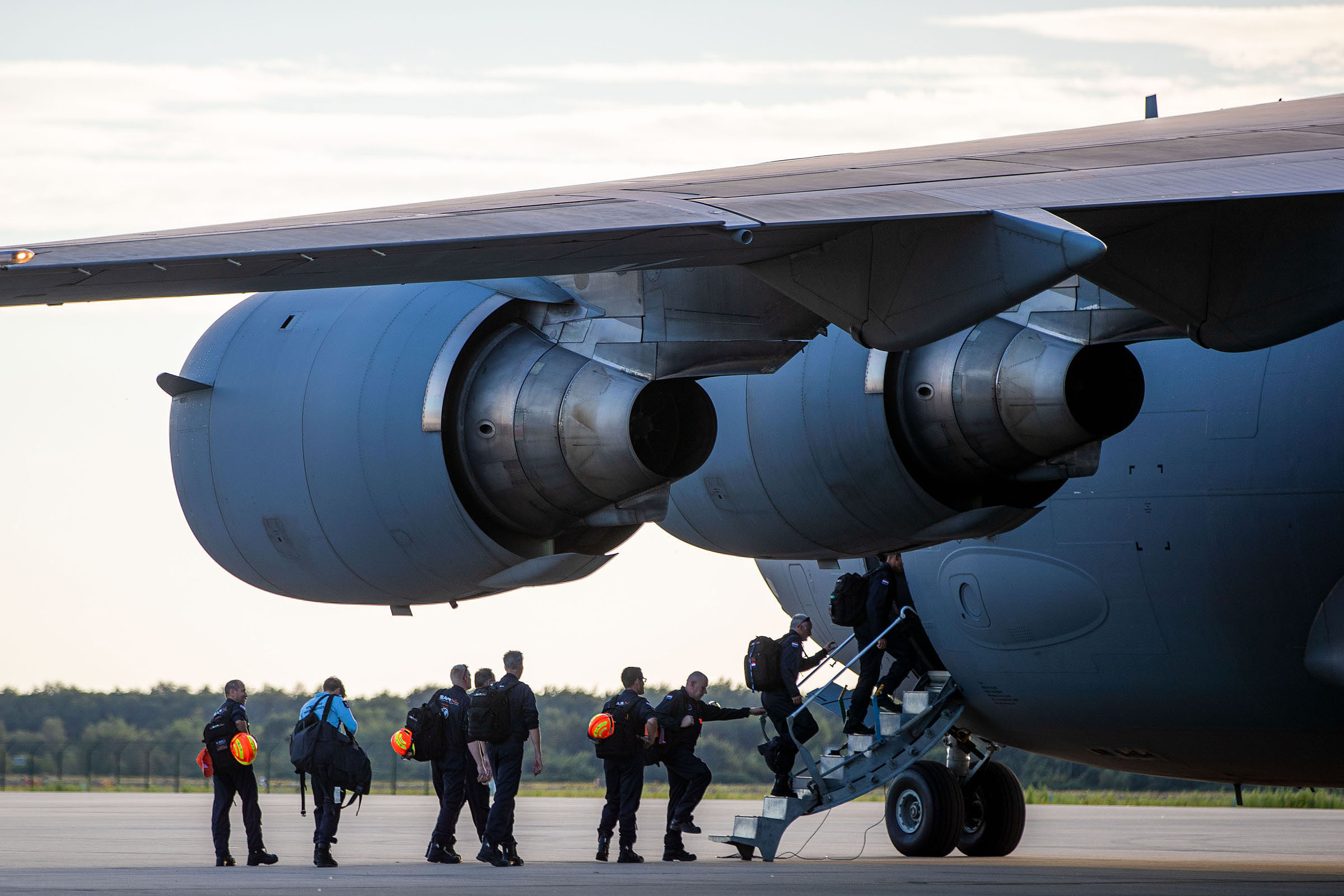
فريق البحث والإنقاذ الهولندي يتجه إلى بيروت في 5 أغسطس (آب)

بتاريخ 5 أغسطس أعلن رئيس الجمهورية التونسي، قيس سعيد إرسال طائرتين عسكريتين محملتين بمساعدات إلى جانب وفد يضم طواقم طبية وشبه طبية إضافة إلى جلب 100 جريح لعلاجهم في المستشفيات التونسية،  وأقلعت صباح الخميس 6 أغسطس من المطار العسكري بالعوينة.
كما أعلن نائب الرئيس التركي فؤاد أقطاي أنَّ الفرق التركية للإغاثة تعمل في المرفأ، وأنَّ تركيا أرسلت مستشفيين ميدانيين ومستلزمات ومعدات طبية و400 طن من القمح والمواد الغذائية. كما طلب من الرئيس ميشال عون ضرورة تشغيل مستشفى الحروق الذي تمّ إنشاؤه في صيدا، كما وضح أنَّ تركيا مُستعدة لإعادة بناء مرفأ بيروت من جديد.
أعلنت وزارة الطوارئ الروسية إرسال 5 طائرات إلى لبنان تتضمن مستشفًى ميدانيًّا ومختبرًا للكشف عن فيروس كورونا وخبراء إغاثة وأطباء. ووفقًا لبيانات الجيش اللبناني شارك فريق بحث وإنقاذ روسي مع نظيره الفرنسي الجيش اللبناني في البحث عن المفقودين وانتشال الضحايا.
أعلنت مصر اطلاق جسرا جويا لمساعدة لبنان يتضمن 4 مراحل. وقال السفير علوي، سفير مصر في لبنان، إن المرحلة الأولى عبارة عن المساعدات الطبية البالغة 9 أطنان.أما المرحلة الثانية فهي مساعدات طبية وغذائية، أهم ما فيها الدقيق. وتتضمن المرحلة الثالثة الطواقم الطبية، والمرحلة الرابعة ستشهد الإسهام في مواد إعادة الإعمار.
ووفقًا لبيانات الجيش اللبناني شارك فريق بحث وإنقاذ روسي مع نظيره الفرنسي الجيش اللبناني في البحث عن المفقودين وانتشال الضحايا.
أرسلت الحكومة الألمانية فريق تقييم عسكري يضم خبراء صحة عامة لبحث سبل مساعدة الحكومة اللبنانية.
أرسل الإنتربول فريق خبراء بطلب من السلطات اللبنانية للتعرف على هوية ضحايا الانفجار.

## التحقيق الجنائي
في اليوم التالي لوقوع الانفجار، وضعت السلطات اللبنانية مسؤولي التخزين والأمن لمرفأ بيروت تحت الإقامة الجبرية، بإشراف الجيش، لحين انتظار التحقيق في الانفجارات. وفُرِضَت حالة الطوارئ في المدينة لمدة أسبوعين. وفي يوم الخميس 6 أغسطس 2020، طلبت النيابة العامة التمييزية، من هيئة التحقيق الخاصة تجميد حسابات ورفع السرية المصرفية عن المدير العام للجمارك بدري ضاهر، مدير المرفأ حسن قريطم، والمدير العام السابق للجمارك شفيق مرعي، وموظفين آخرين هم نعمة البراكس ونايلة الحاج وجورج ضاهر وميشال نحول. وأصدرت النيابة العامة قراراً بمنع سفر المذكورين.
وفي يوم الجمعة 7 أغسطس 2020، سطّر النائب العام لدى محكمة التمييز، القاضي غسان عويدات، استنابتين قضائيتين حول الإجراءات المتعلقة بالتحقيقات في انفجار المرفأ:
- الاستنابة الأولى: تكليف قسم المباحث الجنائية المركزية بمراجعة من يلزم في قيادة الجيش، وفي المديرية العامة للطيران المدني، لإعلامه، بالسرعة الممكنة، عمّا إذا كان قد تمّ رصد أي طيران حربي معاد أو صديق أو طائرات مسيّرة في أجواء العاصمة أو فوق الأراضي اللبنانية بتاريخ 4/8/2020، ولا سيما وقت حدوث الانفجار في مرفأ بيروت.
- الاستنابة الثانية: طلب مراجعة من يلزم في المركز الوطني للجيوفيزياء، التابع للمجلس الوطني للبحوث العلمية، إيداعه تقريراً عن قوة الارتدادات التي حصلت يوم الثلاثاء من الساعة 17.30 لغاية الساعة 18.30، أي قبل حصول الانفجار في المرفأ وأثناءه وبعده، وذلك بحسب المقياس المعتمد لديه.[118]

### التحقيق الأولي
رَسَمَ محقّقو الشرطة العسكرية وفرع المعلومات في قوى الأمن الداخلي صورة أولية عمّا حصل عصر الرابع من آب في مرفأ بيروت، فقد بات مرجّحاً أنّ الحريق تسببت فيه أعمال الحدادة التي كانت تنفّذها هيئة إدارة المرفأ لسد فجوة يبلغ قطرها 50 سنتم بـ50 سنتم في جدار العنبر رقم 12، استجابة لتقرير أمن الدولة. اشتعلت النار في «عنبر الكيماويات»، كما سمّاه المدير العام للجمارك بدري ضاهر، الذي تبيّن أنّه يعجّ بالمواد المتفجّرة والقابلة للاشتعال، ولم يكن العنبر مجهّزاً بنظام إطفاء الحريق. وربما أسهم ذلك في عدم إخماد حريق صغير، يعتقد المحققون أنه تسبّب في انفجار كهربائي أضرم النار بشكل أكبر في العنبر المشتعل قبل أن يقع الانفجار الكبير بعد فتح باب العنبر. وذلك بناءً على الإفادات الأولى لكل من المدير العام للجمارك الحالي بدري ضاهر والسابق شفيق مرعي، ورئيس اللجنة المؤقتة لإدارة واستثمار مرفأ بيروت، ومسؤولي العنابر، والحدادين الذين كانوا يقومون بسد الثغرات في العنبر قبل وقت قليل من اندلاع الحريق.

## ردود الأفعال

### داخليًا
- وصف الرئيس اللبناني ميشال عون الانفجار بأنه «كارثة كبرى حلّت بلبنان»، وأعلن أن الحكومة ستقدم الدعم للنازحين وستقوم وزارة الصحة بتغطية نفقات علاج الجرحى.[120] ودعا المجلس الأعلى للدفاع إلى اجتماع طارئ في قصر بعبدا في مساء يوم الثلاثاء 4 أغسطس لبحث الانفجار. خرج الاجتماع بقرار رفع عدد من التوصيات إلى مجلس الوزراء من بينها إعلان بيروت مدينة منكوبة، وإعلان حالة الطوارئ في المدينة، وتكليف لجنة تحقيق في الحادث، وتشكيل خلية أزمة لمتابعة تداعيات الانفجار.[121]
- أعلن رئيس الوزراء اللبناني حسان دياب، أن يوم الأربعاء 5 أغسطس 2020 سيكون يوم حداد وطني. وتعهد بمحاسبة المسؤولين وكشف معلومات عن المستودع الموجود في المرفأ منذ 2014 والذي تسبب في الانفجار.[122]
- أعلن محافظ بيروت مروان عبود العاصمة اللبنانية مدينة منكوبة، واصفًا الانفجار بأنه «يشبه الانفجار الذي نتج عن القصف الذري على هيروشيما وناجازاكي.»
- قال رئيس الحكومة اللبنانية السابق سعد الحريري، إن: «حجم الخسائر في بيروت أكبر من أن يوصف»، مضيفًا: «بيروت تستغيث وما أصابها يدمي القلوب».[123]
- قال رئيس الحزب التقدمي الاشتراكي وليد جنبلاط، إن: «من الأفضل انتظار التحقيقات وعدم القفز إلى الاستنتاجات»، مضيفًا: «لست ممن يذهبون إلى نظريات المؤامرة،» لكنه تساءل قائلًا: «لصالح من أتت تلك المواد القابلة للتفجير ولماذا بقيت هذه المدة الطويلة في المرفأ؟»، واصفًا «الحكومة اللبنانية ومن يحميها، لعنة وشؤم على اللبنانيين»، على حدِّ تعبيره.[124] وكان جنبلاط قد ذهب بُعيد الانفجار إلى منزل سعد الحريري، في بيت الوسط، يرافقه رئيس اللقاء الديمقراطي النائب تيمور جنبلاط، وذلك للاطمئنان على الحريري.[125]

### خارجيًا
- أعربت العديد من الدول عن تضامنها مع لبنان وقدمت تعازيها، منها فلسطين[126] ومصر[127] والكويت والسعودية والولايات المتحدة الأمريكية وتركيا[128] وفرنسا والمملكة المتحدة[129] واليونان[130] وقبرص[131] وسوريا[132] والعراق[133] واليمن[134] وإيران[135] والجزائر[136] وتونس[137][138] والمغرب[139] وقطر.[140]
- نفى مسؤول إسرائيلي أن تكون لإسرائيل علاقة بالانفجار.[141]
- أعرب الرئيس الأميركي دونالد ترامب عن أسفه لما وقع في لبنان وعرض تقديم العون. وأشار إلى الانفجار بوصفه «هجوما محتملا»، ونقل عن عسكريين أمرييكيين  لم يذكرهم بالاسم أنهم يعتقدون «أن الانفجار في بيروت كان هجومًا وقنبلة من نوع ما».[142] في المقابل نقلت شبكة سي إن إن الإخبارية نفي ثلاثة من المسؤولين في وزارة الدفاع الأميركية (بنتاغون) وجود أي إشارات تحمل على الاعتقاد بأن انفجار بيروت كان هجومًا، في تناقض واضح مع تصريحات ترامب.[140]

### التضامن
عبَّرَت الكثير من الدول عن تضامنها عربيًّا وعالميًّا بإضاءة معالمها وآثارها بألوان العلم اللبناني، حيث أضيء برج خليفة في دبي، أبراج الكويت ومركز الشيخ جابر الثقافي في الكويت، برج طريق الملك في جدة، وبرج آزادي في طهران،  ومقر الهيئة العامة للإذاعة والتلفزيون برام الله، بفلسطين، ، وفي باريس، جرى إطفاء أنوار برج إيفل،  وفي القاهرة، نُكس علم جامعة الدول العربية في مقر الجامعة، حزنًا على ضحايا الانفجار.

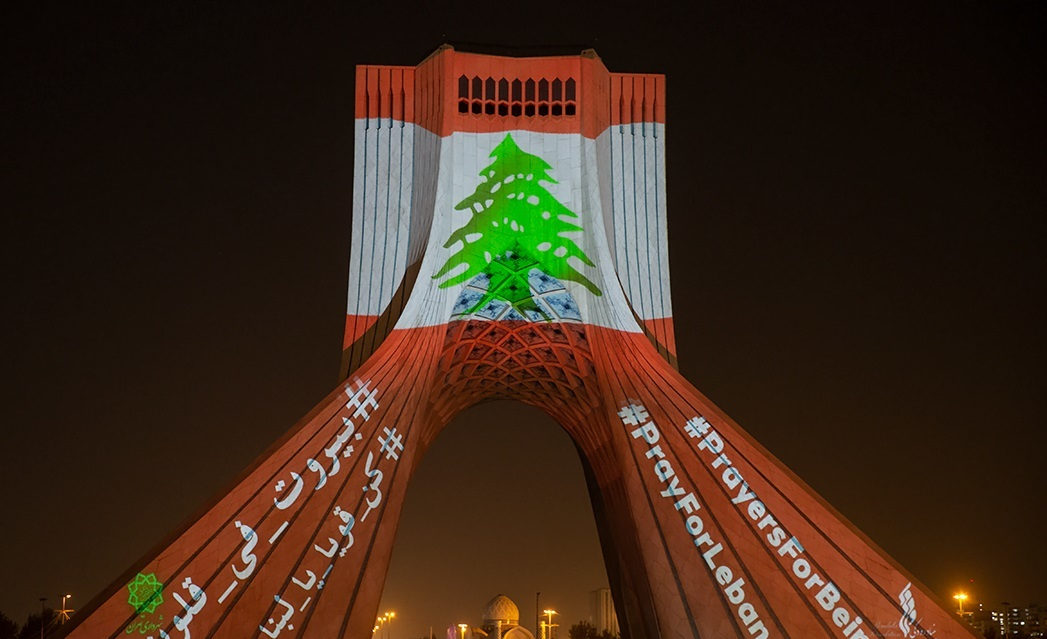
برج آزادي 6 آب 2020

### الاستجابة
- فيسبوك: فعل موقع فيسبوك خدمة الاستجابة للأزمات، بهدف تقديم المساعدة للأشخاص في المنطقة المتأثرة.[147]
- غوغل: خصص موقع البحث (جوجل) بحثًا خاصًا عن انفجار بيروت، وخصص تنبيهًا وخريطة للأماكن المتضرر.

## في الشعر
رثا الشاعر والدبلوماسي وسفير المملكة العربيّة السعوديّة السابق في لُبنان، عبد العزيز خوجة، بيروت بعد الكارثة التي حلَّت بها، بِقصيدةٍ قال فيها:

## التداعيات

### التظاهرات
دعا عدد من الناشطين اللبنانيين إلى التظاهر في يوم السبت 8 أغسطس 2020، ضد الطبقة السياسية تحت عنوان «يوم الحساب»، بعد أربعة أيام من وقوع الانفجار،  وقد توافد آلاف اللبنانيين إلى وسط بيروت في الموعد المحدد وهم يرددون شعارات مطالبة بـ«الانتقام» لضحايا الانفجار رافعين أسماء هؤلاء على لافتات بيضاء كبيرة، واقتحمت مجموعة من المتظاهرين ليل السبت مقر وزارة الطاقة والمياه في بيروت، في خطوة جاءت بعد اقتحام مرافق عامة أخرى أبرزها وزارة الخارجية، وقد قام الجيش اللبناني في وقت لاحق بإخراج المعتصمين من كافة المقرات الحكومية التي اقتحموها. ونتيجة المواجهات بين الطرفين، سقط عدد من الجرحى في صفوف المحتجين والقوى الأمنية، بعد محاولة تجاوز الحواجز الموضوعة أمام مدخل مجلس النواب لأجل اقتحامه. وقال مسؤولون بالصليب الأحمر اللبناني إن أكثر من 110 أشخاص أصيبوا خلال المظاهرات، وأن 32 شخصا نُقلوا إلى المستشفى، ومن جهة أخرى قال متحدث باسم الشرطة إن شرطيا توفي خلال اشتباكات مع المتظاهرين بوسط بيروت.

### الاستقالات
أعلن تسعة نواب لبنانيين استقالتهم من مجلس النواب تباعًا وهم: (مروان حمادة، سامي الجميل، نديم الجميل، الياس حنكش، نعمة افرام، ميشال معوض، هنري حلو، ديما جمالي، وبولا يعقوبيان). فيما أعلن النائب ميشال ضاهر إنسحابه من تكتل «لبنان القوي». وفي وقت لاحق، قبل مجلس النواب استقالة سبعة منهم رسميًا، فيما تريث بقبول استقالة مروان حمادة، في حين أن ديما جمالي تراجعت عن استقالتها التي لم تقدّمها إلا شفهياً.
قدم عدد من الوزراء استقالتهم على خلفية الانفجار كان أولهم وزير البيئة والتنمية الإدارية دميانوس قطار، ووزيرة الإعلام منال عبد الصمد يوم 9 أغسطس،  ثم في اليوم التالي وزيرة العدل ماري كلود نجم، ووزير المالية غازي وزني. وفي مساء يوم الاثنين 10 أغسطس 2020، أعلن رئيس مجلس الوزراء اللبناني حسان دياب رسميًا في كلمة إلى اللبنانيين استقالة الحكومة.

## الشائعات
بعد حدوث انفجار مرفأ بيروت انتشرت سريعًا العديد من المقاطع المُصورة عبر الإنترنت والتي تزعُم أنَّ صاروخًا أو طائرة مسيرة أو سلاحًا آخر هو السبب الكامن وراء الانفجار، وذلك على الرغم من أنَّ التحقيقات تُفيد أنَه لا يُوجد دليلٌ يؤكد الأمر. كان أيضًا قد انتشر مقطعٌ مُزيف لتصويرٍ حراري يظهر فيه جسمٌ يطير فوق أو حول مكان الانفجار، وكان قد حصد أكثر من 600 ألف مُشاهدة عبر موقع الفيس بوك، لذلك أضاف فيس بوك وتويتر تنبيهًا لبعض المنشورات يؤكد أنها مُزيفة. تؤكد أسوشيتد برس أنَّ المقطع مُفبرك قائلةً: «عندما نشاهد الفيديو مقطعا بمقطع، يظهر الصاروخ منحنيا في الوسط وكأنه مقطع رسوم متحركة. وعندما يقترب الصاروخ أكثر فأكثر من الهدف، لا يتغير حجمه ولا زاوية انحنائه. وفي الثانية الثامنة من مقطع الفيديو، يختفي الصاروخ قبل اقترابه من الاصطدام بأي شيء.». كما تذكر سنوبس.كوم انتشار مقطعٍ مصورٍ آخر، أُضيف فيه صاروخٌ إلى الفيديو الأصلي للانفجار.
كان قد نشر عددٌ من الأشخاص مقطعًا مصورًا لطائراتٍ مسيرةٍ في السماء، مُرجحين أن تكون قد ألقت قنبلةً سببت الانفجار، ولكن تأكد فيما بعد أنَّ هذه المقاطع كانت قد نُشرت قبل ما لا يقل عن خمسة أيام من الانفجار، وأنها التُقطت في بلدة حولا اللبنانية.
انتشرت أيضًا العديد من الشائعات أنَّ شكل السحابة (سحابة عيش الغراب) التي تكونت بعد الانفجار تُؤكد أنَّ الانفجار نووي، ولكن سُرعان ما كذب الخبراء هذه الشائعات، حيث وضحوا أنَّ اللون الأحمر الذي ظهر في الانفجار يبقى غامقًا أكثر مما ينبغي بالنسبة لانفجار بسلاحٍ نووي، كما أنَّ الانفجار لم يؤد إلى ومضةٍ تُسبب العمى والتي تميز انفجار المواد النووية. إضافةً لذلك، فقد زعم موقع فيتيرانز توداي، والذي يُعرفه بنشره لنظريات المؤامرة غير المؤكدة، أنَّ الانفجار كان هجومًا نوويًا إسرائيليًا، ونشر الموقع صورةً تُظهر صاروخًا في السماء، ولكن الصورة في الحقيقة هي صورةٌ مثبتةٌ من مقطعٍ مصورٍ، وعند تفحص المقطع يظهر أنَّ الصاروخ المُفترض هو طائر.
وعلى الرغم من هذا، إلا أنَّ الشائعات والادعاءات التي لا أساس لها استمرت في الانتشار، خصوصًا التي تُصور الانفجار على أنه هجوم، وتحمل المسؤولية على الولايات المتحدة أو إسرائيل أو حزب الله. كما انتشرت نظريات المؤامرة من جماعات اليمين المتطرف، بما في ذلك أنصار جماعة كيو أنون في الولايات المتحدة، حيث نشروا أنَّ الهجوم مرتبطٌ بحربٍ بين الحكومة والجهاز المصرفي المركزي في لبنان.
تداول مستخدمو مواقع التواصل الاجتماعي صورًا لرئيس الوزراء الإسرائيلي بنيامين نتنياهو، أثناء خطاب أمام الجمعية العامة للأمم المتحدة في 2018، وزعموا أنه كان يشير إلى موقع انفجار بيروت، مُستغلين هذه الصورة كدليلٍ على تورط إسرائيل في الانفجار، وحسب موقع بي بي سي فإنَّ الصورة حقيقية بالفعل، ولكن استُخدمت في غير سياقها، حيث كان نتنياهو يُشير إلى منطقة مختلفة تمامًا في مدينة بيروت، وأنَّ نتنياهو كان يزعم أنه موقعٌ أخفى فيه حزب الله أسلحة، مع العلم أنَّ موقع الانفجار يقعُ على بعد عدة كيلومترات شمال الموقع الذي حدده نتنياهو على الخريطة عام 2018.
انتشرت شائعاتٌ أيضًا أنَّ الرئيس الأمريكي دونالد ترامب كان قد وصف الانفجار بأنهٌ «هجومٌ إرهابيٌ مروع»، ولكن في الحقيقة كان ترامب قد وصفه بأنهُ «هجومٌ رهيب» وذلك بعد مؤتمرٍ صحفيٍ له في البيت الأبيض بعد الانفجار، فاستغل مُروجو الشائعات وأصحاب نظرية المؤامرة هذه الكلمات للتأكيد على أنَّ الولايات المُتحدة على علمٍ مسبقٍ بالانفجار. لذلك أكد معهد الحوار الاستراتيجي على خطر عدم الدقة في استخدام اللغة والتواصل مع الآخرين خلال الأزمات.
كما زعم خبير متفجرات إيطالي يدعى «دانيلو كوبي» (بحسب ما نقلت عنه صحيفة كوريري الإيطالية)، أن انفجار مرفأ بيروت نجم عن احتراق صواريخ وليس بسبب نترات الأمونيوم، «لأن لون السحابة كان برتقاليا»، حسب ما أظهرته الصور ومقاطع الفيديو، وأن انفجار نترات الأمونيوم يخلّف سحابة صفراء وهو ما يؤشر - بحسب زعمه - إلى وجود عنصر الليثيوم الذي يمكن أن يتجلى في الوقود الدافع للصواريخ العسكرية، وختم «أعتقد أنه كانت هناك أسلحة». لكن الخبير الألماني في المواد المتفجرة «إرنست كريستيان كوخ»، سبق وأكد في تصريح لموقع دويتشه فيله، أن هذا اللون يأتي من ثاني أكسيد النيتروجين الأحمر، وهو غاز ينشأ عند تفكك نترات الأمونيوم، «بالتأكيد يمكن أن يختلط الحطام الناتج عن الانفجار بالسحابة، لكن وجود اللون الأحمر هو علامة معروفة لوجود مادة نترات الأمونيوم».
كما أدعت عدة صفحات فيسبوك تونسية بأن السلطات اللبنانية «رفضت المساعدات التونسية المقدمة، ورفضت أيضا المساعدات من فرنسا ودول أخرى.» كما تم تداول الخبر على عدة مواقع إلكترونية عربية مختلفة،  جلها أستند إلى مقطع فيديو لقناة MTV اللبنانية، التي أعلنت في إحدى نشراتها ليوم 7 أغسطس 2020 أن لبنان رفض وصول مساعدات تونسية وفرنسية. وردًا على الخبر المتداول، أصدر المكتب الإعلامي في رئاسة مجلس الوزراء اللبناني بيانًا صحفيًا نفى من خلاله الشائعة، وأكد أن «هذه الأخبار كاذبة ومضللة، وتهدف لقطع الطريق على المساعدات التي تقدمها دول العالم لشعب لبنان وإلحاق الضرر به.» وفي السياق ذاته، أعلنت مديرية التوجيه التابعة لقيادة الجيش اللبناني أنها استلمت بالفعل مساعدات طبية وغذائية من العديد من البلدان عبر العالم ومنها تونس وفرنسا، وأكدت أن قيادة الجيش لا ترفض أي مساعدة من أي دولة.
تم تداول خبر منسوب لصحيفة تدعى CIB قيل أنها تابعة لوزارة الخارجية الروسية يقول: “لدينا معلومات أكيدة وموثقة من الأقمار الصناعية بأن الانفجار الذي حصل في العاصمة بيروت مفتعل، وهناك صاروخ مجهول ظهر على راداراتنا في البحر الأبيض المتوسط واختفى فجأة وعندها حصل الانفجار الضخم”. والحقيقة أنه نتيجة بحث وتدقيق قام به موقع فتبينوا تبين أنه لا وجود لصحيفة بهذا الاسم تصدر عن وزارة الخارجية الروسية أو تتبع لها، ولا توجد في قائمة الصحف الروسية ذات نطاق النشر الدولي أو الوطني أو الإقليمي صحيفة باسم CIB، ولا يوجد أي منبر إعلامي روسي مسجل تحت هذا الاسم.
انتشر بين مستخدمي مواقع التواصل الاجتماعي صورًا ومقاطع تظهر أنفاقًا ادّعى ناشروها أنها توجد تحت مرفأ بيروت، لكن نفى الجيش اللبناني عبر حسابه الموثق على تويتر وعلى موقعه الرسمي هذا الخبر تماماً.

## ما بعد الكارثة
في أواخر أغسطس 2020، ذكر المدير العام الجديد للميناء، باسم القيسي، أن الميناء أصبح عاملاً بنسبة 100%، وأنه استقبل 78 ألف طن من الحبوب والدقيق والقمح والذرة خلال الأسبوعين الماضيين.
منذ الانفجار، اندلعت حرائق صغيرة داخل الأجزاء المتضررة من مرفأ بيروت. في 10 سبتمبر 2020، اندلع حريق كبير في مستودع يحوي زيوت طهي، وطرود غذائية ملك للجنة الدولية للصليب الأحمر، ثم امتد إلى مخزون من الإطارات المطاطية في المنطقة الحرة بالميناء.
بعد تصاعد الدخان الأسود فوق أفق المدينة، اندلعت حالة ذعر بسبب الخوف من وقوع انفجار آخر دفعت الناس إلى الفرار من المدينة. تمت السيطرة على الحريق بواسطة رجال الإطفاء على الأرض، ومروحيات القوات الجوية اللبنانية التي أسقطت المياه عليه.